# Myšlín (tvrz, okres Česká Lípa)
Tvrz Myšlín stávala nad zaniklou obcí Myšlín na území dnešního okresu Česká Lípa v Libereckém kraji. Pozůstatky vsi by se měly nacházet na dně Máchova jezera, zbytky tvrze pak na ostrůvku Myší zámek.

## Historie
Tvrz bývala manstvím hradu Bezděz. Kdy byla postavena není známo, k opuštění došlo nejspíš kolem roku 1367, kdy byl bezdězským purkrabím Oldřichem Tistou z Albrechtic založen Velký rybník (dnešní Máchovo jezero) a tím byl přístup do tvrze znemožněn. Jméno Myšlín se ale poprvé objevuje až roku 1405, kdy je zmiňován Petr z Dokze a z Myšlína, který se kvůli škodám způsobeným v Doksech dostal do sporu se svým příbuzným Janem z Dokze a Myšlína. Oba pravděpodobně již bydleli v Doksech a po tvrzi se jen psali. V roce 1460 potvrdil král Jiří z Poděbrad obci Doksy vlastnictví Myšlína, ale ten už v té době byl zatopený. Další písemné zprávy o tvrzi i obci chybí.